# Vincent Sherman
Pour les articles homonymes, voir Sherman.
Vincent Sherman est un acteur, scénariste, producteur et réalisateur américain, né le 16 juillet 1906 à Vienna, en Géorgie, et mort le 18 juin 2006 à Woodland Hills, Los Angeles, en Californie (États-Unis), un mois avant son 100e anniversaire.

## Filmographie partielle

### Comme réalisateur
- 1939 : Le Retour du docteur X (The Return of Doctor X)
- 1940 : Saturday's Children
- 1940 : L'Homme qui parlait trop (The Man Who Talked Too Much)
- 1941 : Underground
- 1942 : Échec à la Gestapo (All Through the Night)
- 1943 : La Manière forte (The Hard Way)
- 1943 : L'Impossible Amour (Old Acquaintance)
- 1944 : Femme aimée est toujours jolie (Mr. Skeffington)
- 1944 : In Our Time
- 1945 : Pillow to Post
- 1945 : Janie Gets Married
- 1947 : L'Amant sans visage (Nora Prentiss)
- 1947 : L'Infidèle (The Unfaithful)
- 1948 : Les Aventures de don Juan (Adventures of Don Juan)
- 1949 : Le Dernier Voyage (The Hasty Heart)
- 1950 : Du sang sur le tapis vert (Backfire)
- 1950 : L'Esclave du gang (The Damned Don't Cry)
- 1950 : La Perfide (Harriet Craig)
- 1951 : La Flamme du passé (Goodbye, My Fancy)
- 1952 : L'Étoile du destin (Lone Star)
- 1952 : L'Affaire de Trinidad (Affair of Trinidad)
- 1957 :  Racket dans la couture (The Garment Jungle) commencé par Aldrich et terminé par Sherman
- 1958 : La Rivière des alligators (The Naked Earth)
- 1959 : Ce monde à part (The Young Philadelphians)
- 1960 : Les Aventuriers (Ice Palace)
- 1961 : La Farfelue de l'Arizona (The Second Time Around)
- 1967 : Les Aventures extraordinaires de Cervantes (Cervantes)

### Comme producteur
- 1952 : L'Affaire de Trinidad (Affair of Trinidad)

### Comme acteur
- 1933 : Le Grand Avocat (Counsellor at Law), de William Wyler
- 1934 : Un drame à Hollywood (The Crime of Helen Stanley), de D. Ross Lederman
- 1934 : Speed Wings (en), d'Otto Brower
- 1934 : One Is Guilty, de Lambert Hillyer
- 1934 : Hell Bent for Love, de D. Ross Lederman
- 1934 : Midnight Alibi (en), d'Alan Crosland
- 1934 : Girl in Danger (en), de D. Ross Lederman

### Comme scénariste
- 1938 : L'École du crime (Crime School) de Lewis Seiler
- 1939 : Hommes sans loi (King of the Underworld) de Lewis Seiler